# Antenneanalysator
En antenneanalysator (en udgave kendes også som en støjbro) er et måleinstrument, som bl.a. anvendes til at måle en radioantennesystems input-impedans. Radioantenner anvendes af radiofonisystemer.

## Anvendelser
Indenfor radiokommunikationssystemer, inklusive amatørradio, er en antenneanalysator et almindeligt redskab til fejlfindning på radioantenner og transmissionslinjer såvel som finjustering af deres ydelse.
Antenneanalysatorer af typen med antennebro, har længe været anvendt af radiofoniindustrien til at justere antenner.
I nyere tid (efter år 2005) er det blevet mere almindeligt med antenneanalysatorer af typen med en-port vektor-netværksanalysatorer med digital visningsenhed. Man kan endda selv lave en vektor-netværksanalysator beregnet som antenneanalysator (efter år 2005) - og spare penge.

## Typer af antenneanalysatorer
Der findes to typer af udbredte antenneanalysatorer.
Den første virker ved at antennesystemet måles ved hjælp af en Wheatstone-bro, som manuelt bringes i balance.
Den anden type måler for hver frekvens f spændingen U over antenneporten og strømmen I gennem antenneporten og disses faser eller faseforskelle. Antennens impedans beregnes via Ohms lov: Z=U/I. Dette er tidskrævende at gøre manuelt, men fra ca. år 2000 er mikrocontrollere blevet relativt billige. Disse kan også fås med indlejrede A/D-konvertere. Via mikrocontrollerens computerprogram kan en eller flere af disse opgaver fordeles mellem mikrocontrolleren - og en evt. ekstern PC som data så overføres til:
- Vælg en frekvens f via en frekvensgenerator
- A/D-konverter aflæsninger
- Beregning af fx impedans Z og standbølgeforhold (SWR)
- Vis de beregnede tal på en lille visningsenhed - eller løbende på en graf på en grafisk visningsenhed.

### Balanceret impedansbro
En impedansbro (støjbro eller antennebro) anvender en Wheatstone-bro, hvor de to brogrene indeholder frekvensafhængige og dermed impedanser med komplekse værdier. Én gren (ben) i broen indeholder variable komponenters værdier kan aflæses på kalibrerede skalaer og en transformatorvikling i serie. Den anden gren indeholder også en transformatorvikling i serie - og den ukendte impedans; enten en antenne eller en reaktiv komponent. De to transformatorviklinger formidler samme signalfrekvens (eller fx støj), men i modfase i forhold til målepunkterne RX og jord. Når broen er i balance både signalstyrkemæssigt og fasemæssigt er signalstyrke mellem målepunkterne RX og jord minimal (ideelt set nul).
For at måle den ukendte impedans, justeres broen, så de to brogrene har samme impedanser. Når de to grenimpedanser er ens er broen balanceret. Ved at anvende dette kredsløb, er det muligt enten at måle antennens impedans forbundet mellem ANT og GND - eller det er muligt at justere en antenne, indtil den har samme impedans det venstre netværk på diagrammet. Broen kan enten drives med hvid støj eller en simpel bærebølge (forbundet til drive; tredje drivende transformatorvikling). I tilfældet med hvid støj kan signalstyrken af det eksiterende signal være meget lav og en radiomodtager anvendes som detektor/sensor. I tilfældet hvor en simpel bærebølge anvendes, kan enten en diodeprobe eller en radiomodtager anvendes. I begge tilfælde vil et "nul" indikere at broen er i balance.

### Måling af komplekse spændinger og strømme
En anden type af antenneanalysatorer måler den komplekse spænding over - og den komplekse strøm ind i radioantennen. Antenneanalysatoren beregner via matematiske metoder den komplekse impedans - og udlæser den enten på kalibrerede drejespoleinstrumenter - eller på en digital visningsenhed. Professionelle instrumenter af denne type kaldes vektor-netværksanalysatorer.
Denne type af antenneanalysatorer behøver ikke en operatør til at justere nogen R og X drejeknapper, som er nødvendig med brobaserede antenneanalysatorer. Mange af disse instrumenter har muligheden at variere frekvensen og dermed plotte antennens karakteristikker over et bredt frekvensinterval. Hvis dette skulle gøres manuelt med brobaserede antenneanalysatorer, ville det være meget tidskrævende.

## Højeffekt og laveffekt metoder
Mange radiosendere indeholder en standbølgemåleinstrument i output-kredsløb, som virker ved at måle den reflekterede elektrisk bølge fra antennen og tilbage til radiosenderen. Hvis radioantennen udgør den rette belastning forenden af transmissionskablet, hvilket vil sige, at radioantennen ved den anvendte frekvens har samme impedans som transmissionskablet karakteristiske impedans og er rent ohmsk, vil den reflekterede elektrisk bølge være minimal. Den reflekterede elektrisk bølgeenergi fra en utilstrækkelig justeret radioantenne, kan skade radiosenderen. En antenneanalysator kræver kun nogle få milliwatt for at virke og derfor kan den anvendes uanset hvor mistilpasset antennesystemet er.
Ydermere kan antenneanalysatoren grundet den lave effekt, anvendes udenfor de licenserede frekvensbånd, hvilket betyder at også her, kan man få antennen til at yde optimalt.